# NGC 1241
NGC 1241 (również PGC 11887) – galaktyka spiralna z poprzeczką (SBb), znajdująca się w gwiazdozbiorze Erydanu. Odkrył ją William Herschel 10 stycznia 1785. Należy do galaktyk Seyferta typu 2. W jej pobliżu znajduje się mniejsza galaktyka NGC 1242, obie te galaktyki stanowią obiekt Arp 304 w Atlasie Osobliwych Galaktyk.